# Ларссон, Анна
Анна Ларссон (швед. Anna Larsson, полное имя Anna Gerd Laestadius Larsson; род. 1966) — шведская журналистка и писатель, автор исторических романов.

## Биография
Родилась 6 апреля 1966 года в Линчёпинге, в настоящее время живёт в муниципалитете Нака.
В течение одиннадцати лет работала обозревателем шведской газеты Svenska Dagbladet. До этого работала редактором в газете Aftonbladet Kvinna и репортером в газетах  Aftonbladet и Expressen.
Также работала редактором на телевидении, в том числе с документальными передачами. В 2007 году Анна Ларссон стала главным редактором журнала Amelia. В 2010 году она оставила пост главного редактора этого журнала и занялась писательской деятельностью. Периодически читает лекции о своей литературной деятельности и условиях жизни шведских женщин.

## Литературное творчество
Как профессиональный писатель Анна Ларссон дебютировала в  2013 году со своим романом Barnbruden. Действие книги происходит в XVIII веке и описывает жизнь немецкой принцессы Гедвиги Елизаветы Шарлотты Гольштейн-Готторпской, которая в возрасте пятнадцати лет отправляется в Швецию, чтобы стать невестой будущего короля Швеции Карла XIII. В 2014 году вышла вторая книга — Pottungen, в которой основное внимание уделяется служанке принцессы — горничной Йоханне, также в этой книге появляется Ева Софи фон Ферзен, с которой дружила принцесса. Третья книга трилогии — Räfvhonan, посвящена Еве Софи.
В 2017 году вышел роман Анны Ларссон о шведской художнице Хильме аф Клинт.